# Tasso de Friuli
Tasso (sau Taso) (d. 617) a fost duce of Friuli în comun cu fratele său mai mic, Kakko de la anul 610 până la moarte.
Tatăl său și al lui Kakko a fost Gisulf al II-lea de Friuli. În anul 611, Gisulf a căzut în luptă pe când încerca să respingă o invazie a avarilor.
Împreună cu frații săi Kakko, Radoald și Grimoald, Tasso a reușit să îi alunge pe avari, impunându-se alături de Kakko pe tronul ducal al tatălui său. Pe parcursul domniei lor, ei și-au impus stăpânirea asupra slavilor de pe valea râului Gail (astăzi, în Austria) până la Matrei, impunându-le un tribut acestora. Tasso și Kakko au fost ucis în urma unei trădări orchestrate de Grigore, exarhul bizantin de Ravenna. Exarhul, invitându-l pe Tasso la Oderzo la un banchet, l-a ucis alături de Kakko. Ceilalți frați, Radoald și Grimoald au reușit să se refugieze la curtea ducelui Arechis I de Benevento, în vreme ce Ducatul de Friuli a trecut în mâinile unchiului lor, Grasulf al II-lea. 